# Johan von Strokirch (hovrättsråd)
Johan von Strokirch, född 8 juli 1708, död 26 april 1782, var en svensk jurist. Han tillhörde en släkt med ämbetsmän, som adlats av Karl XI och var den tredje i en rad med fyra fäder och söner med samma namn och liknande karriärer.
Johan von Strokirch var sonson till assessorn (1645–1719) och son till häradshövdingen (1675–1724) med samma namn. Den senare var häradshövding i Södra Möre, Norra Möre, Stranda och Handbörds domsaga i Kalmar län, ett landsbygdsområde runt staden Kalmar. Sonen blev student vid Uppsala universitet 1725 och blev auskultant vid Svea hovrätt 1728. Han arbetade därefter vid Statskontoret, från 1730 som kanslist, från 1735 som notarie och från 1745 som sekreterare.
Han lämnade därefter Stockholm för Göta hovrätt i Jönköping, där han blev assessor 1747 och var hovrättsråd under åren 1753–1762. Från omkring 1749 har ha disponerat Tuvebo gård i Habo socken, som är födelseplats för hans barn från 1750 och senare, och där han själv avled 1786. Han är gravsatt i Habo kyrka.

## Familj
Johan von Strokirch var gift två gånger. Första äktenskapet ingicks 1730 med kaptensdottern Anna Christina Langenberg, som avled redan 1733. Andra äktenskapet ingicks 1740 med Anna Catharina Silfverstedt (1723–1800), dotter till hovrättsrådet Bengt Ologddon Kihlstedt, adlad Silfverstedt och grevinnan Catharina Johanna Gyllenborg. I det första äktenskapet föddes en dotter och i det andra 13 barn bland vilka 5 söner och 3 döttrar nådde vuxen ålder.